# インソース
株式会社インソース （英文社名：Insource Co., Ltd.）は、東京都荒川区西日暮里の道灌山に本社を置く、企業向け研修を行っている日本の企業。

## 概要
インソースは2002年に舟橋孝之により設立された日本の企業。民間企業や官公庁向けの講師派遣型研修などを手掛ける。2020年には新型コロナウイルス感染症の世界的流行を受け、オンライン型研修開発のため専門チームを設立した。

## 沿革
- 2002年 - 東京都千代田区九段下で株式会社インソースを設立[6]。
- 2005年 - 飯田橋に本社を移転[6]。
- 2008年 - 内神田に本社を移転[6]。
- 2010年 - 神田錦町に本社を移転[6]。
- 2016年 - 東京証券取引所マザーズに上場[6]。
- 2017年 - 東京証券取引所市場第一部へ市場変更[6]。
- 2021年 - 西日暮里にインソース道灌山ビルを開設し、本社を移転[7]。